# ميهاي تيا
ميهاي تيا (بالرومانية: Mihai Teja)‏ هو مدرب كرة قدم ولاعب كرة قدم روماني في مركز الوسط، ولد في 22 سبتمبر 1978 في بوخارست في رومانيا.